# Les 3 Jeanne
Les 3 Jeanne est une troupe de café-théâtre française féminine créée en 1976 par Martine et Éliane Boëri et Chantal Pelletier. Elle sont ensuite rejointes par Éva Darlan.
Elles créent leur premier spectacle le 12 mars 1976 dans la petite salle de la Pizza du Marais (actuellement théâtre des Blancs-Manteaux) à Paris. Il reste plus de sept ans à l'affiche.
Après le départ d'Éva Darlan, Maaïke Jansen rejoint la troupe, puis c'est Émilie Marceau pour le second spectacle, Jeanne, ma sœur Jeanne, ne vois-tu rien venir ?, créé en 1983.

## Spectacles
- Je te le dis, Jeanne, c’est pas une vie la vie qu’on vit[3], créé le 12 mars 1976 aux Blancs-Manteaux, puis représenté à la Cour des Miracles à partir du 15 décembre 1976, au théâtre Fontaine à partir du 17 septembre 1978 et au théâtre de l'Atelier à partir du 30 septembre 1980 ;
- Jeanne, ma sœur Jeanne, ne vois-tu rien venir ?, créé le 21 septembre 1983 aux Bouffes-Parisiens ;
- La Maison des Jeanne et de la Culture de Tilly, créé en 1986 ;
- Trois Jeanne, deux spectacles, un théâtre de Chantal Pelletier, créé en 1987 au théâtre Grévin ;
- Vous allez recommencer à dire les mêmes conneries sur les mecs, avec tous les efforts qu’on a faits, merci, c’est sympa… (2002)
- Les jeunes peut-être, mais pas les vieilles tout d'même (2007, Gaîté-Montparnasse[4],[5])

## Films
- Pauline et l'Ordinateur (1978)